# Gekon skvrnitý
Gekon skvrnitý (Homopholis fasciata, syn. Platypholis fasciata) je druh nočního gekona žijícího v Africe (Etiopie, Keňa, Tanzanie). Živí se drobným hmyzem.

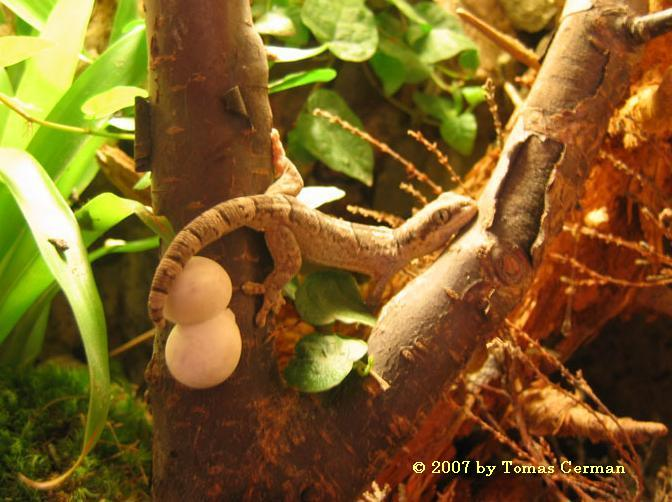
dospělý jedinec homopholis fasciata s vejci